# Vlajka Orenburské oblasti

Vlajka Orenburské oblasti
Poměr stran: 2:3

Vlajka Orenburské oblasti, jedné z oblastí Ruské federace, je tvořena červeným listem o poměru stran 2:3 s uprostřed umístěným znakem oblasti.

## Historie
Orenburská oblast vznikla 7. prosince 1934. Až do roku 1997 neužívala oblast žádnou vlajku. Vlajka oblasti byla přijata oblastní dumou 29. října 1997. Vlajku potvrdil 17. listopadu gubernátor Vladimir Vasiljevič Elagin zákonem č. 190.

## Vlajky rajónů Orenburské oblasti

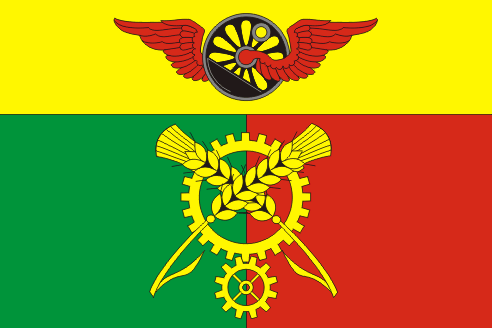
Abdulinský městský okruh Poměr stran: 2:3
Buguruslan Poměr stran: 2:3
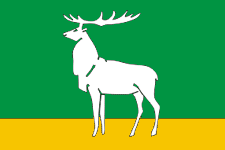
Buzuluk Poměr stran: 2:3
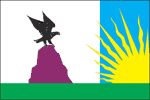
Gajský městský okruh Poměr stran: 2:3
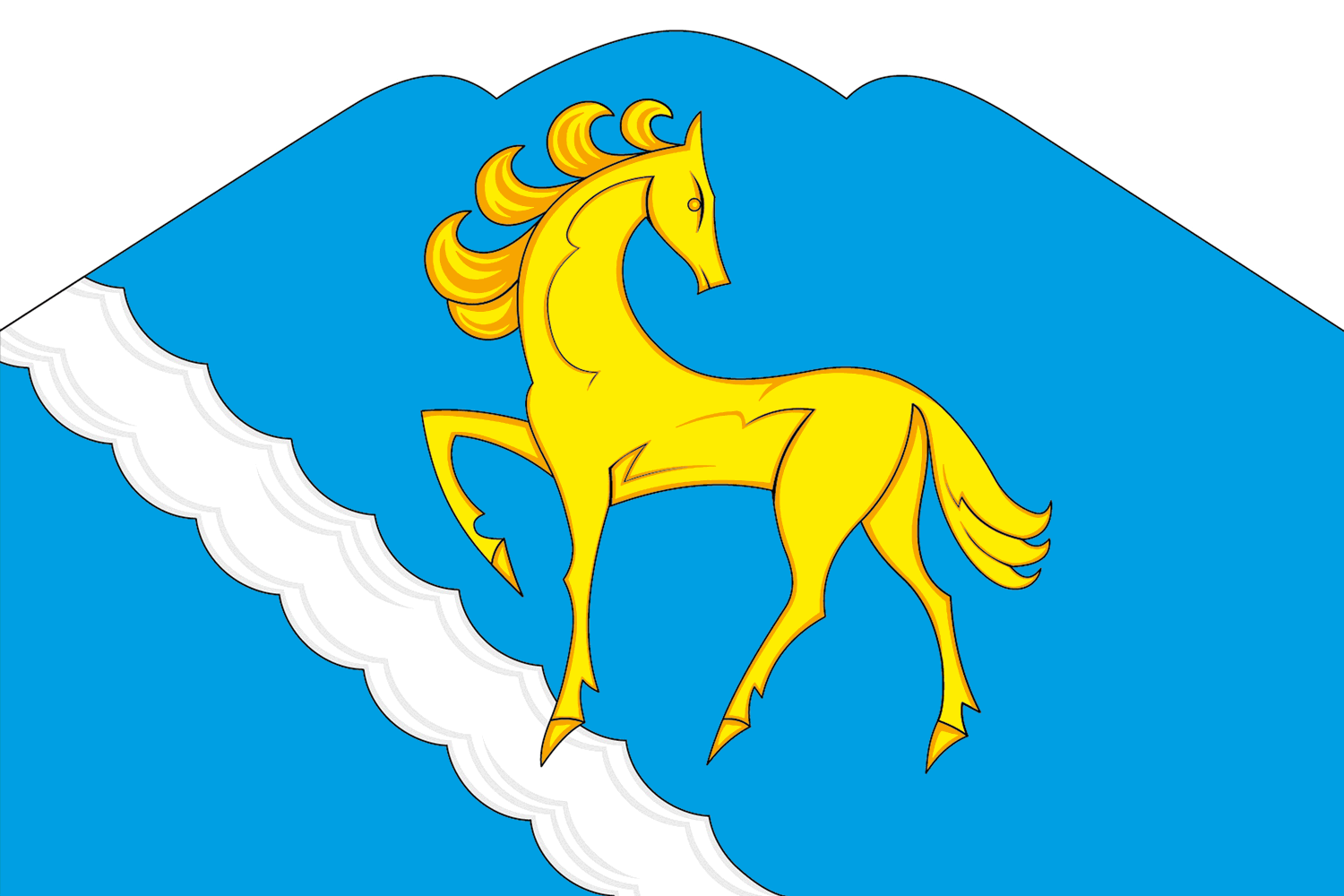
Kuvandykský městský okruh Poměr stran: 2:3
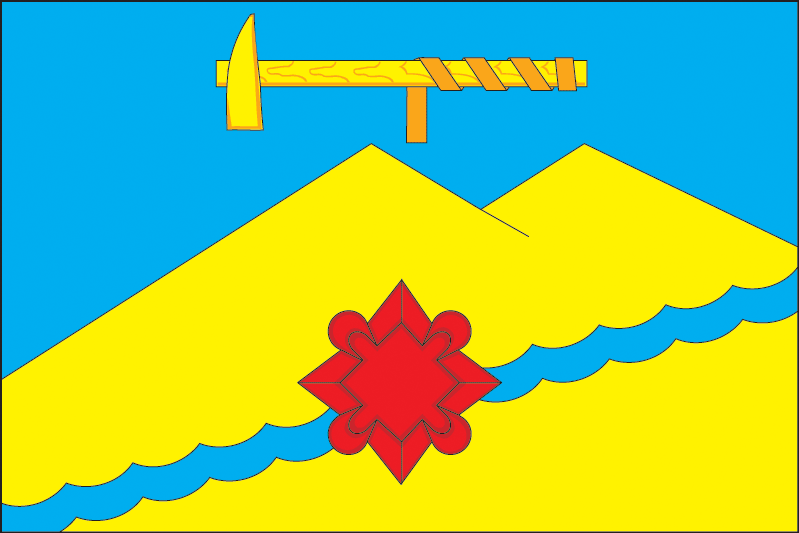
Mednogorsk Poměr stran: 2:3
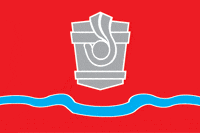
Novotroick Poměr stran: 2:3
Orenburg Poměr stran: 2:3
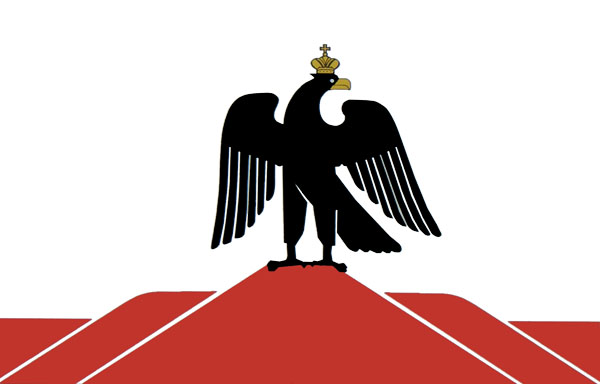
Orsk Poměr stran: 2:3
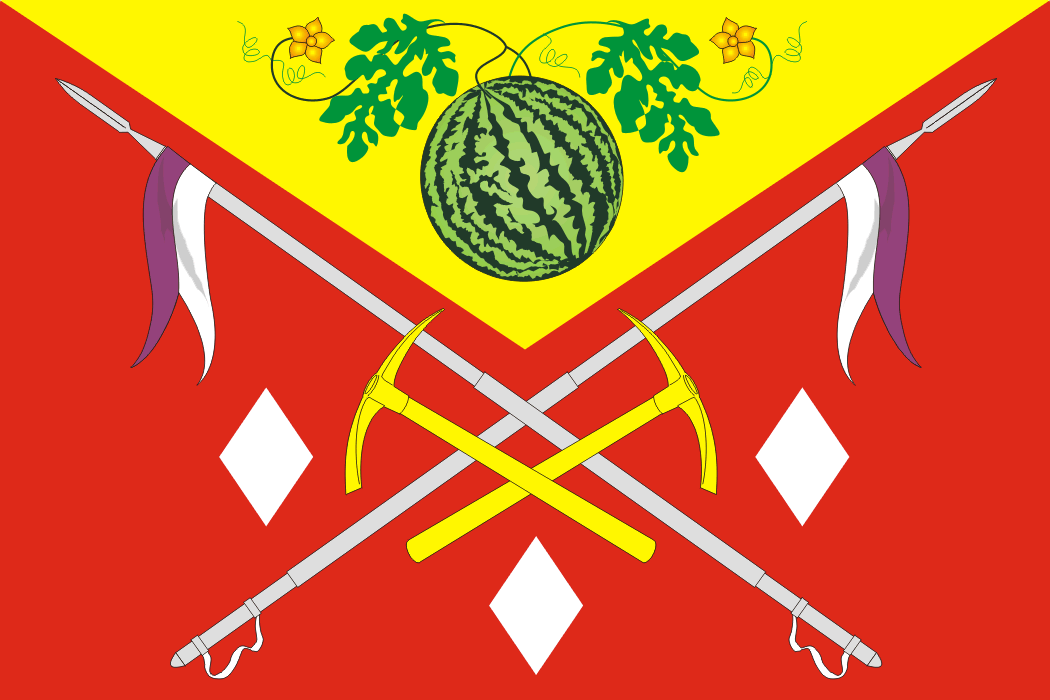
Sol-Ilečinský městský okruh Poměr stran: 2:3
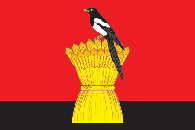
Soročinský městský okruh Poměr stran: 2:3
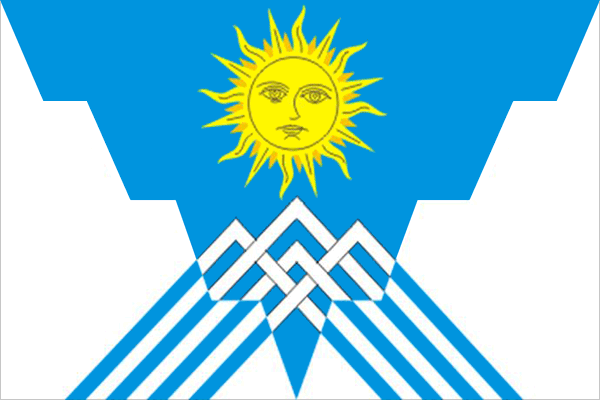
Jasněnský městský okruh Poměr stran: 2:3
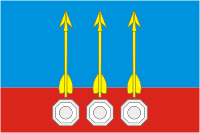
Uzavřené město Komarovskij Poměr stran: 2:3

Orenburská oblast se (samosprávně) člení na 29 rajónů a 13 městských okruhů.
Rajóny

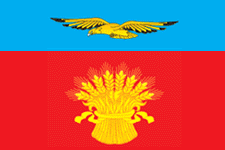
Adamovský rajón Poměr stran: 2:3
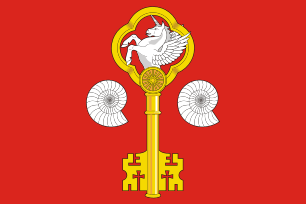
Akbulakský rajón Poměr stran: 2:3
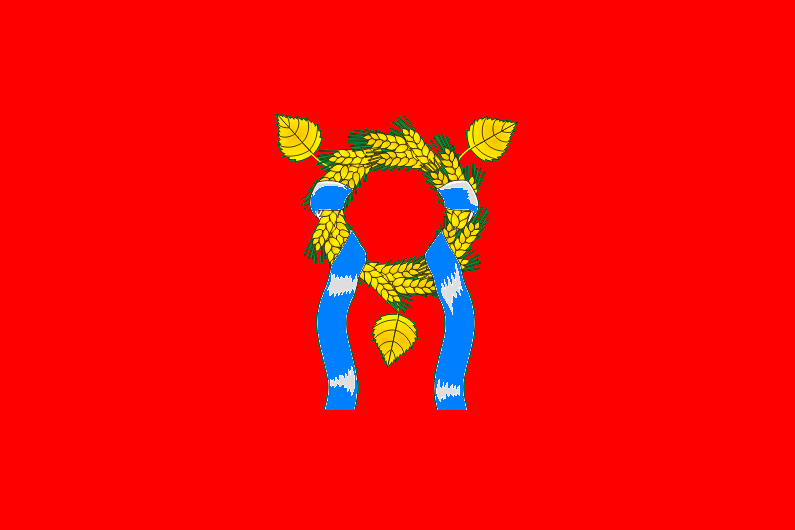
Alexandrovský rajón Poměr stran: 2:3
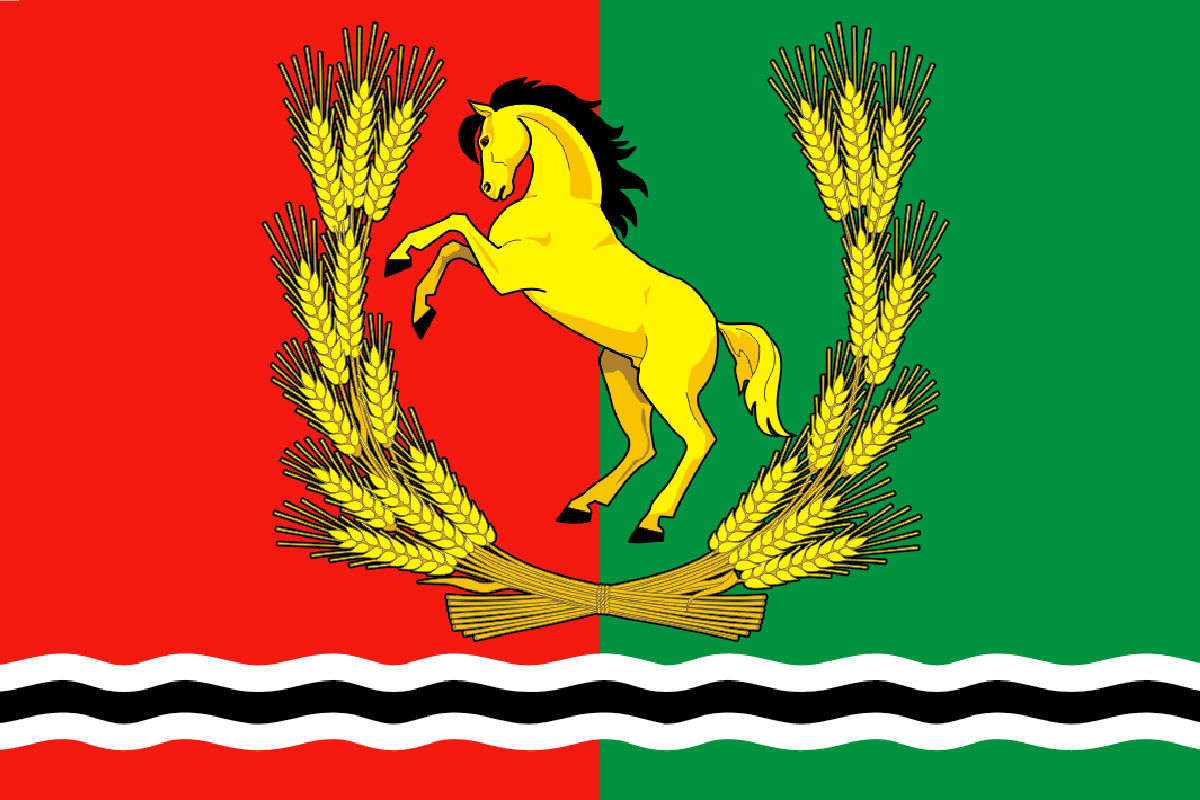
Asekejevský rajón Poměr stran: 2:3
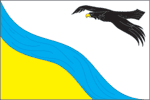
Beljajevský rajón Poměr stran: 2:3
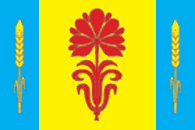
Buguruslanský rajón Poměr stran: 2:3
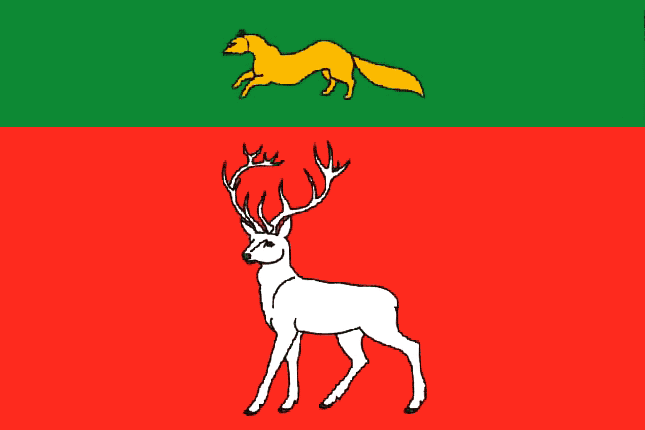
Buzulukský rajón Poměr stran: 2:3
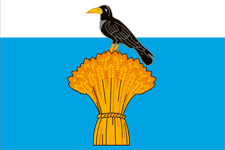
Gračovský rajón Poměr stran: 2:3
Dombarovsky rajón Poměr stran: 2:3
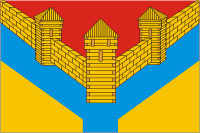
Ilekský rajón Poměr stran: 2:3
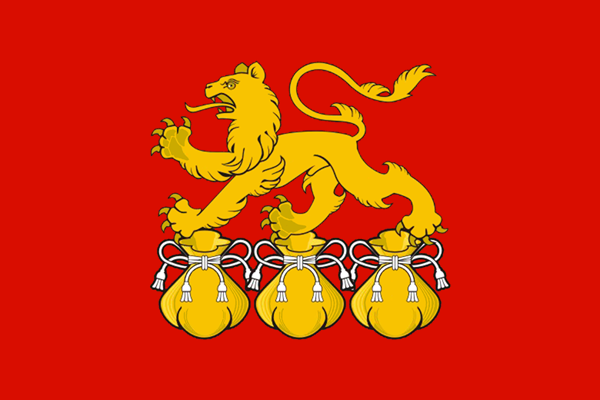
Kvarkenský rajón Poměr stran: 2:3
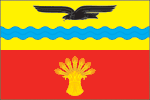
Krasnogvardějský rajón Poměr stran: 2:3
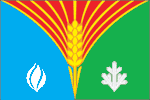
Kurmanajevský rajón Poměr stran: 2:3
Matvějevský rajón Poměr stran: 2:3
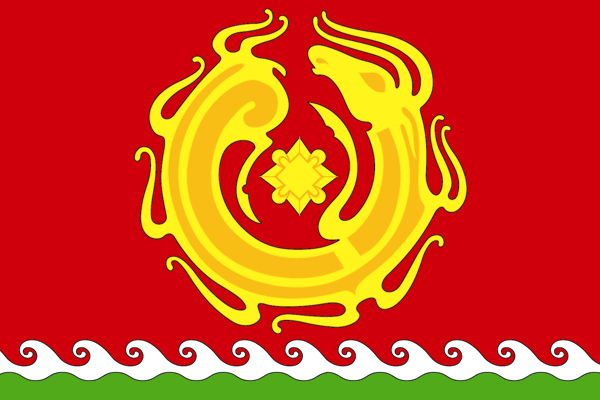
Novoorský rajón Poměr stran: 2:3
Novosergijevský rajón Poměr stran: 2:3
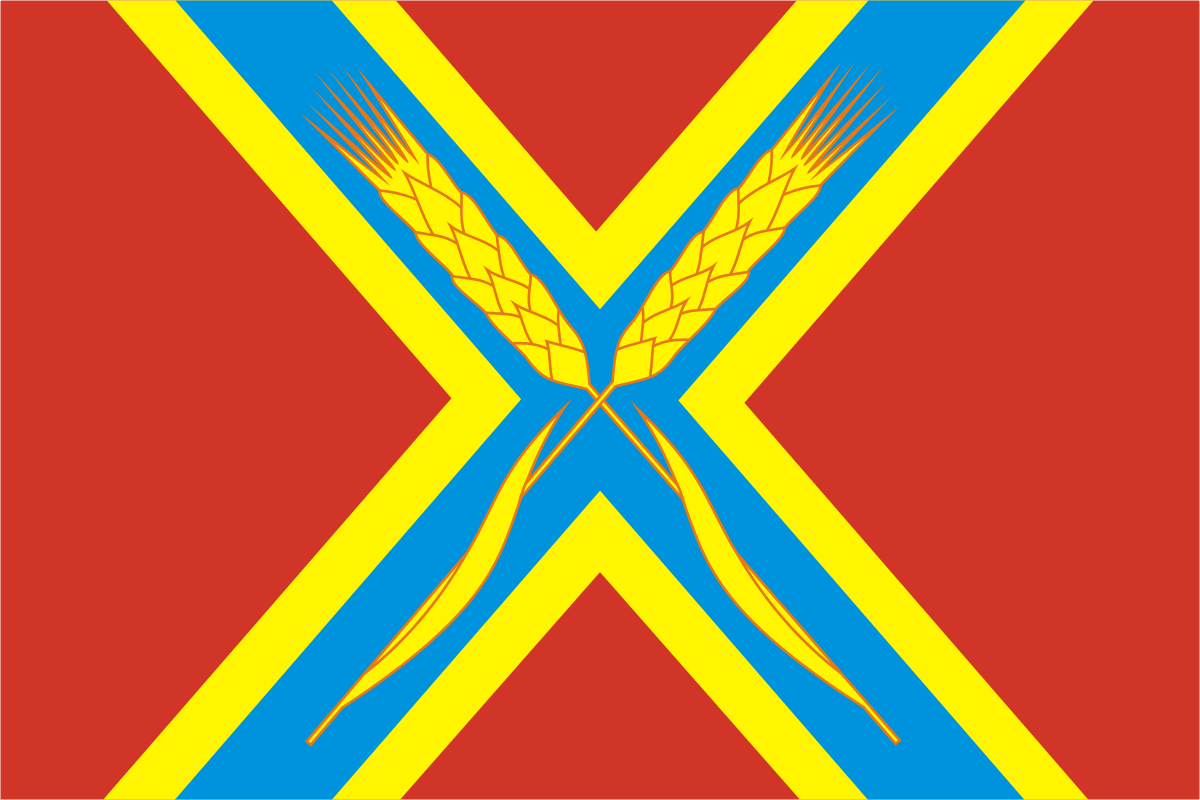
Oktjabrský rajón Poměr stran: 2:3
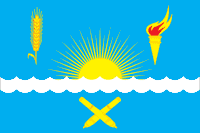
Orenburgský rajón Poměr stran: 2:3
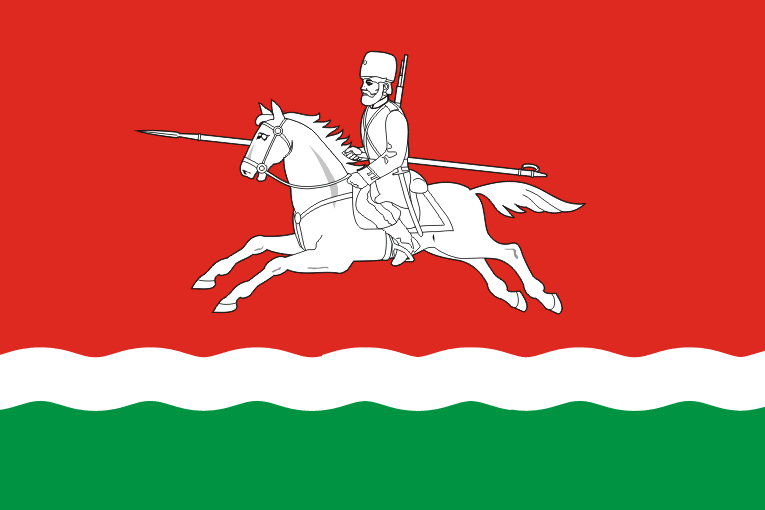
Pěrvomajský rajón Poměr stran: 2:3
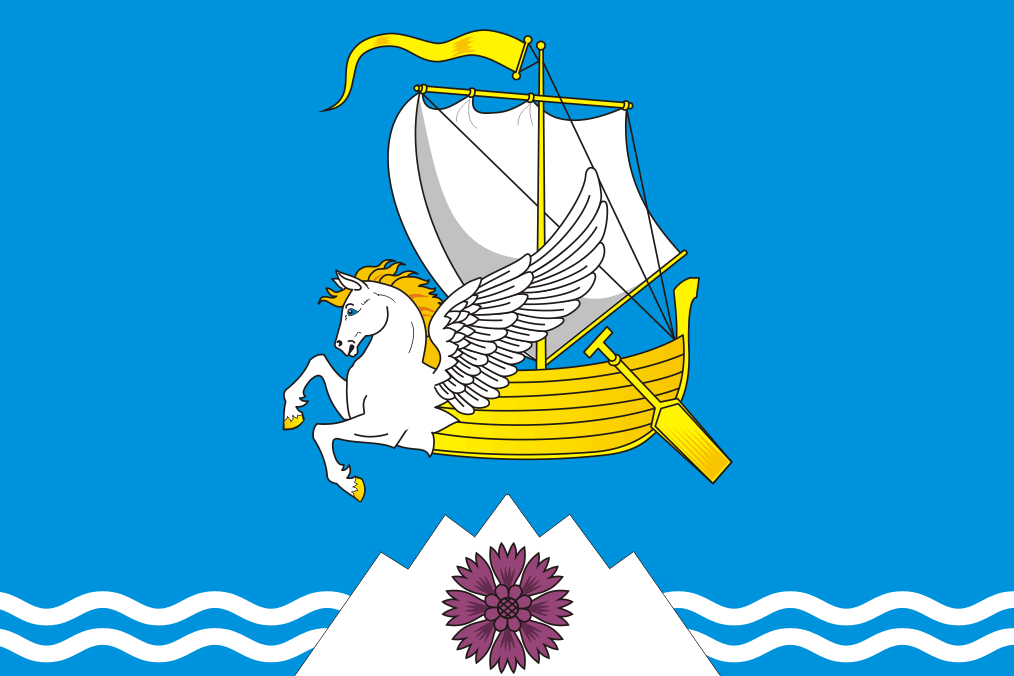
Pěrevolocký rajón Poměr stran: 2:3
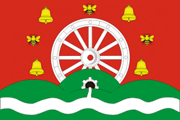
Ponomarjovský rajón Poměr stran: 2:3
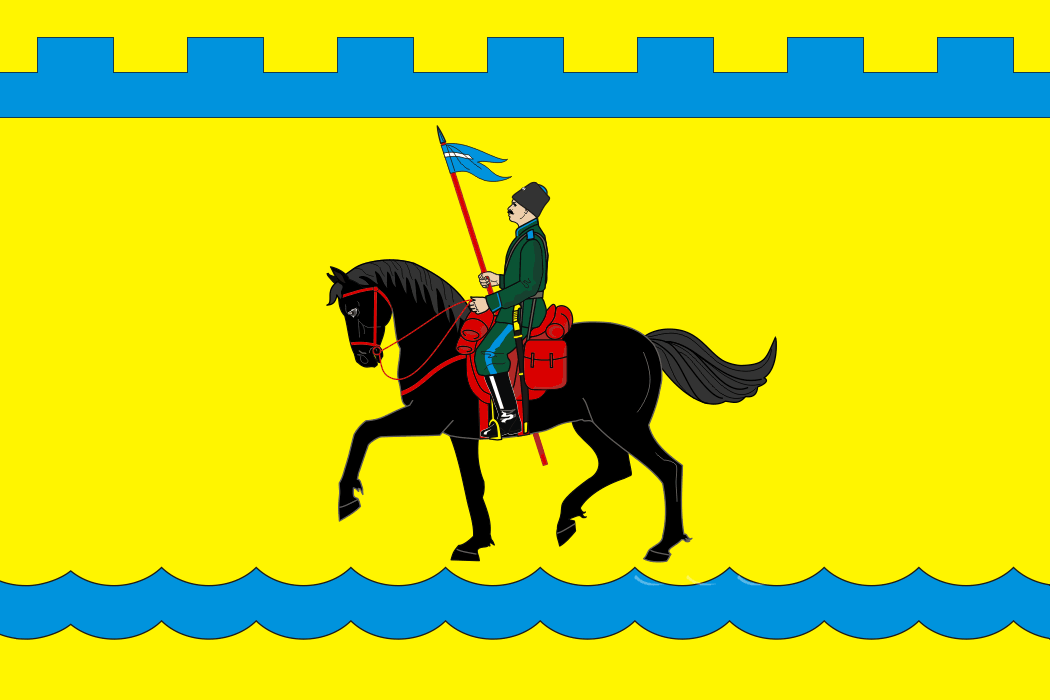
Sakmarský rajón Poměr stran: 2:3
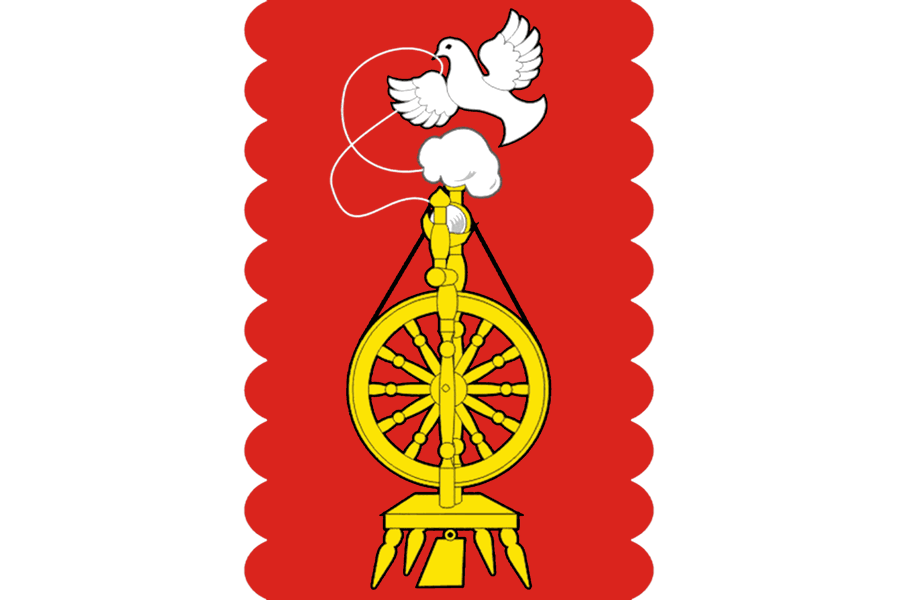
Saraktašský rajón Poměr stran: 2:3
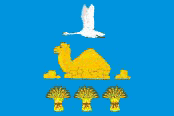
Světlinský rajón Poměr stran: 2:3
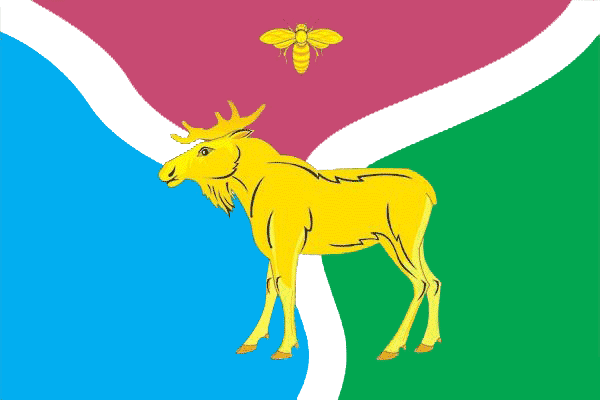
Severný rajón Poměr stran: 2:3
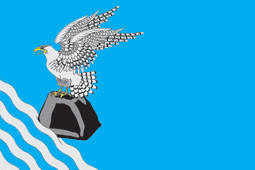
Tašlinský rajón Poměr stran: 2:3
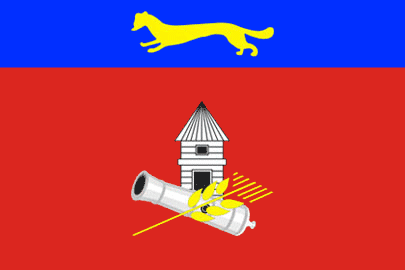
Tocký rajón Poměr stran: 2:3
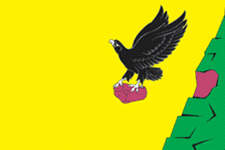
Tjulganský rajón Poměr stran: 2:3
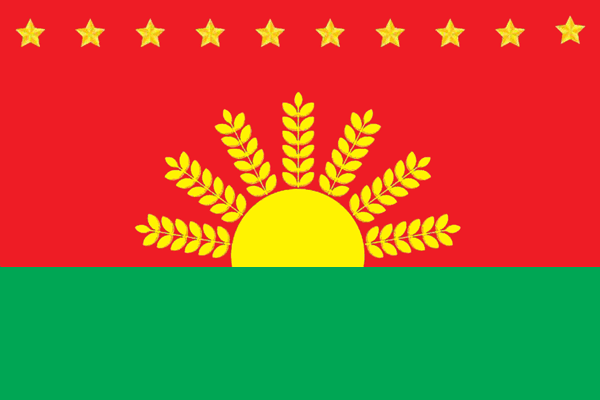
Šarlykský rajón Poměr stran: 2:3

Městské okruhy
- Abdulinský městský okruh
Poměr stran: 2:3
- Buguruslan
Poměr stran: 2:3
- Buzuluk
Poměr stran: 2:3
- Gajský městský okruh
Poměr stran: 2:3
- Kuvandykský městský okruh
Poměr stran: 2:3
- Mednogorsk
Poměr stran: 2:3
- Novotroick
Poměr stran: 2:3
- Orenburg
Poměr stran: 2:3
- Orsk
Poměr stran: 2:3
- Sol-Ilečinský městský okruh
Poměr stran: 2:3
- Soročinský městský okruh
Poměr stran: 2:3
- Jasněnský městský okruh
Poměr stran: 2:3
- Uzavřené město Komarovskij
Poměr stran: 2:3